# Herbert Gille
Herbert Otto Gille (8 de marzo de 1897 - 26 de diciembre de 1966) fue un oficial de alto rango alemán de las SS, comandante de división y cuerpo de las Waffen-SS. Comandó la División SS Wiking durante la II Guerra Mundial. Gille recibió la Cruz de Caballero de la Cruz de Hierro con hojas de roble, espadas y diamantes, haciéndolo el miembro de las Waffen-SS más altamente condecorado de la guerra. Después de la guerra, Gille abrió una librería y estuvo activo en el HIAG, un grupo lobby y una organización revisionista de veteranos fundada por antiguos miembros de alto rango de las Waffen-SS en Alemania Occidental en 1951.

## Carrera
Gille sirvió en la I Guerra Mundial y le fue concedida la Cruz de Hierro de primera y segunda clases. Gille se unió al Partido Nazi y a las SS en 1931. En 1934 se unió a las fuerzas de apoyo de combate de las SS. Como comandante de un batallón en un regimiento SS-V, Gille participó en la invasión de Polonia y en la campaña occidental. En 1940 fue nombrado comandante regimental de la División SS Wiking, dirigida por Felix Steiner.
Con su regimiento, Gille participó en la Operación Barbarroja en 1941 y en el avance sobre Kubán en 1942; recibió la Cruz de Caballero el 8 de octubre de 1942. Después tomó el mando de la División SS Wiking en el frente oriental. A principios de 1944, Gille participó en la rotura del Grupo Stemmermann de la bolsa de Korsun-Cherkasy. Gille recibió los diamantes de la Cruz de Caballero con Hojas de Roble y Espadas el 19 de abril de 1944. En enero de 1945 Gille, como líder del IV Cuerpo SS Panzer, participó en el intento fallido de aliviar el cerco de las tropas alemanas y húngaras en la batalla de Budapest. En marzo de 1945 lideró el IV Cuerpo SS Panzer en la fracasada Ofensiva del Lago Balaton. Se rindió a las tropas de EE. UU. en Austria.

## Actividades dentro del HIAG
Gille fue liberado en 1948. A principios de la década de 1950, Gille estuvo activo en el HIAG, un grupo lobby y una organización revisionista de veteranos fundada por antiguos miembros de alto rango de las Waffen-SS en Alemania Occidental para hacer campaña por la rehabilitación legal, económica e histórica de sus miembros. Gille, junto a Felix Steiner, Otto Kumm y Paul Hausser, se convirtió en una de las primeras figuras dentro del HIAG. En 1951 Gille lanzó el periódico Wiking-Ruf ("Llamada del Vikingo"). Inicialmente estaba dirigida a veteranos de la División SS Wiking. En su primer año de existencia, en 1952, se convirtió en la publicación oficial del HIAG y finalmente fue renombrada Der Freiwillige ("El Voluntario").
Gille compartió la controversia de la organización. En 1952, HIAG celebró su primer encuentro importante en Verden. Empezó respetablemente, con Gille anunciando que los veteranos estaban preparados para "cumplir con su deber con la patria" y Steiner declaró su apoyo por "la libertad, el orden y la justicia". Pero el siguiente orador dirigió un mensaje diferente. El antiguo general de tropas de paracaidistas Hermann-Bernhard Ramcke, que había sido invitado para demostrar la llamada solidaridad con la Wehrmacht, condenó a los Aliados Occidentales como los "verdaderos criminales de guerra" y afirmó que la lista negra en la que se encontraban los antiguos miembros de las SS pronto se convertiría en "una lista de honor". El estallido causó furor en Alemania Occidental. Periódicos de EE. UU. y Canadá titularon La Guardia de Hitler Saluda al Ex-jefe y El General Agitador Preocupa a los Aliados, con este último artículo reportando que el discurso de Ramcke había sido saludado con "rugidos de aprobación y de gritos de Eisenhower, Schweinehund!" ("Eisenhower, cerdo-perro")".
Los desacuerdos internos empezaron a emerger dentro del HIAG a mediados de 1950 en cuanto a la postura de la organización: Steiner y Gille favorecían una orientación más política y franca, mientras que el resto de líderes favorecían un enfoque moderado para no poner en peligro los objetivos del HIAG de rehabilitación legal y económica que, en su opinión, solo podría provenir del establishment. Gille murió en 1966.

## Condecoraciones
- Cruz Alemana en Oro el 28 de febrero como SS-Oberführer en el SS-Artillerie-Regiment 5[6]
- Cruz de Caballero de la Cruz de Hierro con Hojas de Roble, Espadas y Diamantes
  - Cruz de Caballero el 8 de octubre de 1942 como comandante del SS-Artillerie-Regiment 5 "Wiking"[7]
  - 315ª Hojas de Roble el 1 de noviembre de 1943 como comandante de la SS-Panzergrenadier-Division "Wiking"[7]
  - 47ª Espadas el 20 de febrero de 1944 como comandante de la SS-Panzergrenadier-Division "Wiking"[7]
  - 12º Diamantes el 19 de abril de 1944 como comandante de la 5ª SS-Panzer-Division "Wiking"[7]